# Мост Хуанпу
Хуанпу (кит. 黄埔大桥) — комбинированный мостовой переход, пересекающий реку Чжуцзян, расположенный в городе Гуанчжоу; 17-й по длине основного пролёта висячий мост в мире (8-й в Китае). Является частью национальной скоростной автодороги G4W Гуанчжоу—Макао.

## Характеристика
В период 23 декабря 2003 года — 14 февраля 2005 года длилось строительство вантовой секции мостового перехода. 28 марта 2008 года закончилось строительство висячей секции. 16 декабря 2008 года мостовой переход Хуанпу был открыт для движения в составе скоростной автодороги, связывающей Гуанчжоу с Макао.
Длина — 7016 м. Включает два подхода с обеих сторон (длина северного подхода к вантовой секции — 1775,5 м, южного к висячей — 3080,5 м), висячий мост с основным пролётом длиной 1 108 м (над юго-западным проходом реки), эстакадный переход между мостами на острове реки Чжуцзян, вантовый мост с пролётами по 322 и 383 м (последний над северо-восточным проходом реки). Высота пилона вантовой секции составляет 226,14 м, висячей — 189 м, высота моста — 201 м.
Имеет 8 полос движения (по 4 в обе стороны).